# Střelba v obchodním centru Terminal 21 Korat
K masové střelbě ve městě Nakhon Ratčasima v Thajsku došlo mezi 8. a 9. únorem 2020. Voják královské thajské armády zabil 29 osob a zranil dalších 58. Útočník byl zabit bezpečnostními složkami.
Útok začal, když pachatel zastřelil velícího důstojníka a dva další vojáky ve vojenském táboře Surathamphithak (thajsky ค่ายสุรธรรมพิทักษ์). Podezřelý potom ukradl zbraně a vojenský Humvee, se kterým odjel do nákupního centra Terminal 21 Korat, kde zahájil střelbu na nakupující.  Během útoku podezřelý zveřejňoval aktualizace a sdílel živý stream na svém Facebooku.  V Thajské historii šlo o masovou střelbu s nejvíce oběťmi.

## Pachatel
Seržant Jakrapanth Thomma (thajsky จักรพันธ์ ถมมา, 4. dubna 1988 – 9. února 2020, ve věku 31 let) byl před incidentem umístěn na vojenské základně Surathamphithak, kde útok započal. Dříve absolvoval poddůstojnický výcvik a střelecký kurs.
V několika videích na sociální síti o sobě prozradil, že vlastnil tři pistole: .44 Magnum Smith & Wesson Performance Center 629, 9mm Beretta 92FS a .45 ACP FN FNP-45.

### Motiv
Thajský premiér Prajutch Čan-Oča uvedl, že motivem mohl být pachatelův spor o majetek. Podle televize Channel News Asia (CNA) si útočník na sociálních sítích mimo jiné stěžoval na podvody a korupci. „Bohatnou z podvodů a korupce a využívají ostatní. Copak si myslí, že si peníze vezmou s sebou do pekla?“ napsal podle CNA.

## Střelba

### Základna Surathamphithak
Střelba začala asi v 15:30 místního času na vojenské základně Surathamphithak, kdy pachatel konfrontoval svého velitele, identifikovaného jako plukovníka Anantharot Krasae, ukradl mu zbraň a zastřelil ho. Poté zastřelil tchyni velitele. Následně pachatel zaútočil na tábor, ukradl ze strážního stanoviště a zbrojnice dvě útočné pušky Heckler & Koch HK33, kulomet M60 a 776 nábojů, v průběhu krádeže zabil vojáka. Potom ukradl Humvee, přičemž zranil řidiče. Pachatel utekl a zahájil střelbu na dva policisty a dva civilisty a zranil je. Důstojníci byli zasaženi do nohou a zad.[zdroj⁠?!]

### Obchodní centrum Terminal 21 Korat
Při útěku začal pachatel střílet na osoby na ulici. Poté dorazil k nákupnímu centru Terminal 21 Korat ve městě Nakhon Ratčasima, kde opustil vozidlo, začal opět střílet po lidech a také odpálil tlakovou lahev, přičemž zabil 26 civilistů. Poté se v obchodním centru ukryl a ve čtvrtém patře uvěznil šestnáct osob, které držel jako rukojmí. Své řádění živě vysílal na Facebooku a sdílel fotky a memy na svém profilu. Později byl jeho účet zrušen. Pachatel zůstal uvnitř několik hodin, během nichž byla úřady přivedena jeho matka, aby se pokusila přesvědčit ho, aby se vzdal.
Po dlouhém a neúspěšném vyjednávání se časně ráno dalšího dne bezpečnostní síly rozhodly vtrhnout do obchodního centra, aby osvobodily zbytek civilistů. Nejprve pachatele opětovně vyzvaly, aby se dobrovolně vzdal. Ten však na výzvu reagoval zahájením palby, načež zabil dva policisty a vojáka, a další nejméně tři osoby zranil. V 09:13 místního času policie oznámila, že pachatel byl zastřelen.

## Využití sociálních médií
Podezřelý zveřejňoval během svého útoku příspěvky na sociální média a zeptal se uživatelů Facebooku, zda by se měl vzdát. Dříve již zveřejnil obrázek pistole a kulek s titulkem „je čas se nadchnout“ a „nikdo se nemůže vyhnout smrti“. Facebook jeho stránku smazal a uvedl: „Naše srdce je s oběťmi, jejich rodinami a komunitou zasažené touto tragédií v Thajsku. Na Facebooku není místo pro lidi, kteří páchají tento druh zvěrstva, ani nedovolujeme lidem, aby tento útok chválili nebo podporovali.“

## Kritika reakce médií
Události střelby byly zpočátku živě vysílány thajskými médii, které byly později kritizovány za to, že poskytly střelci informace o pohybu zasahujících jednotek. Thajský regulační úřad pro vysílání NBTC svolal schůzi se zástupci televizních stanic, aby prodiskutovali jejich živé vysílání zásahu. Generální tajemník NBTC Takorn Tanthasit uvedl, že nařídil všem televizním stanicím, aby přestaly živě vysílat situaci a jakékoli další informace, které mohly bránit v zásahu. Vydal varování, která byla ignorována některými stanicemi, což by mělo vést k disciplinárnímu řízení. Hashtag #แบนช่องone („Zablokujte Channel One“) trendoval na Twitteru v Thajsku v reakci na živé vysílání.